# 塞阴
塞阴是一种隐藏阴茎和阴囊以避免裆部凸起的技术，使其在穿着衣服时不显眼。
这种做法常用于男性、跨性别女性、指派性别为男性的非二元性别者、以及从事变装的男性，或希望拥有更中性化外观的男性。塞阴会产生与生育相关的副作用，例如精子数量减少。某些类型的衣服，例如Gaff和平角裤，是专门设计以隐藏裆部凸起的。

## 方法
其中一种方法是将阴茎向后拉至两腿之间，同时将睾丸向上推入腹股沟管。为了固定这个姿势，一些人可能会使用特别紧的内衣和带有带子的紧身衣。另一种是用胶带将生殖器沿着会阴处固定，也可以尝试绑在臀部之间使其平整。还有一些临时或自制的装置，比如从现有衣服上剪下一条松紧腰带，然后在腰部中间放一个袋子，再将袋子拉上来。
有些人使用特制的内裤类服装，通常称为Gaff，其作用是隐藏生殖器并提供女性化的平坦光滑的裆部区域。

## 其它
男性也会塞阴，除了显得女性化之外，还有其他原因，而且方式也有所不同。一些顺性别男性这样做是因为他们对自己的生殖器隆起有躯体变形障碍。对于其他男性来说，是因感到尴尬而隐藏其勃起，以避免恐吓女性拘谨和阴茎恐惧症的心态，或因为其裆部凸起在不适当的时刻突出。塞入的方法包括将阴茎放在waistband后面，或穿着专门设计的压缩内衣。当拥有大阴茎的男性感觉自己的胯部隆起看起来很不雅时，他们可能会采用各种塞阴方法。有一些类型的平角裤和平角内裤旨在隐藏男性胯部凸起，例如三角裤。

## 健康影响
将睾丸放置在更靠近身体的位置会提高其调节温度，这会对睾丸内的精子造成热应激，常常导致精子过早死亡，并降低精子总数。
在罕见情况下，塞阴会导致睾丸扭转。